# HMS Plejad (T102)
HMS Plejad (T102) var en svensk torpedbåt och den första av Plejad-klassen som sjösattes i 1953. Hon utrangerades 1977. Namnet har fartyget fått från stjärnorna Plejaderna i stjärnbilden Oxen. Hon såldes efter utrangeringen 1977 till en privat köpare i Askim och fick därefter namnet Alasia.